# 구영조
구영조(1955년 7월 17일 - 2001년 3월)는 조선민주주의인민공화국의 권투 선수이다. 함경남도 함흥시 출신으로 1976년 몬트리올 하계 올림픽 밴텀급에서 금메달을 땄다. 그는 결승전에서 미국의 권투 선수 찰스 무니를 제쳤다. 그 밖에 1974년 테헤란 아시안 게임 밴텀급, 1978년 방콕 아시안 게임 페더급에서 금메달을 따냈다. 그는 1980년 모스크바 하계 올림픽 페더급 부문에 출전했고 1라운드에서 폴란드의 크시슈토프 코세도프스키에게 졌다.